# 恩理觉
恩理觉（Enrico Pascal Valtorta，1883年5月14日—1951年9月3日）香港宗座代牧区最后一任宗座代牧、天主教香港教区首任主教。 
1883年5月14日，恩理觉出生于意大利蒙萨和布里安萨省的卡拉泰布里安扎，1907年3月30日在米兰晋升为宗座外方传教会神父。同年10月5日抵达香港。1909-1911年在新安县南头和新界西贡区传教，1913年服务于花园道圣若瑟堂和修院；1921–1925年服务于域多利监狱。1926年3月8日，恩理觉担任香港宗座代牧区第四任宗座代牧、Lerus领衔主教，1926年6月13日祝圣。1946年4月11日，香港宗座代牧区升为教区，恩理觉于1948年10月31日就任香港教区主教。1951年9月3日在香港去世。大埔的恩主教書院（Valtorta College）即以他命名。
| 首任 | 天主教香港教區主教 1948年10月31日－1951年9月3日 | 天主教香港教區主教 1948年10月31日－1951年9月3日 | 繼任： 戴遐齡神父（教區署理） 正任：白英奇主教 |